# CyberLink
Cyberlink is een Taiwanees bedrijf dat multimediasoftware maakt voor het weergeven, bewerken en beheren van video's. Het werd oorspronkelijk in augustus 1990 opgericht onder de naam Jing-Hua Corporation. Sinds februari 1996 wordt de naam 'CyberLink' gebruikt.

## Beschrijving
- PowerDVD is het meest bekende product van Cyberlink. Het bestaat al sinds 1996 en wordt op vele Windows-computers als startpakket meegegeven. Je kunt er films mee bekijken.
- Powerdirector, bewerkingsprogramma om video's te monteren
- YouCam is een programma waarmee je via je webcam foto's van jezelf kunt vastleggen en speciale effecten kunt toevoegen.
- YouPaint is het meest recente product van Cyberlink.